# پلیس

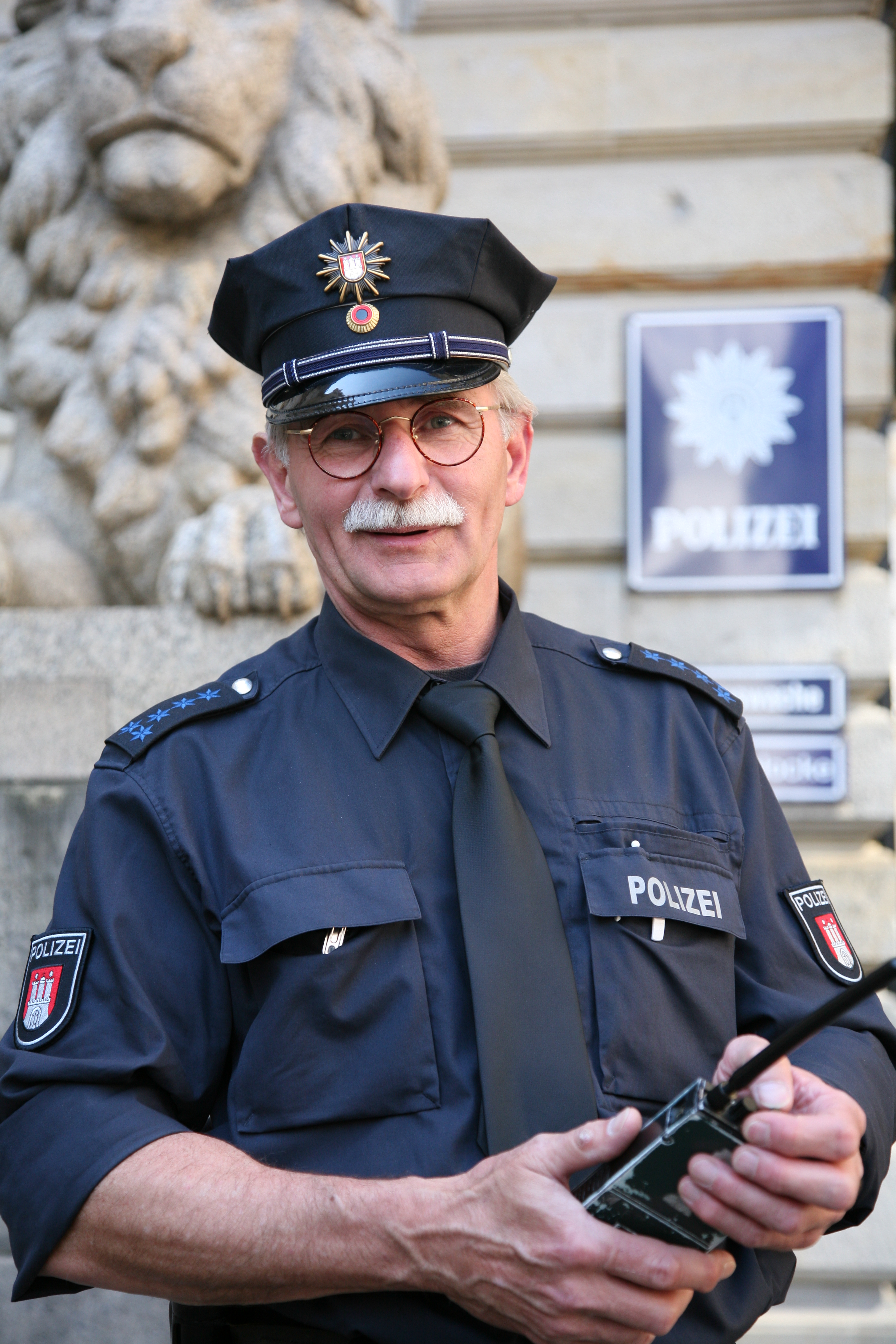
یک افسر پلیس آلمانی در هامبورگ.

پلیس، پاسبان یا شهربان(به انگلیسی: Police)، به کسی که اجرای قانون در یک جامعه از یک کشور را به عهده دارد، گفته می شود. این اسم از کلمه یونانی"πόλις" به معنی شهر، گرفته شده‌است.
هر نیروی داوطلب پلیس، علاوه بر تمرینات فیزیکی و آمادگی جسمانی و سیبل حرفه‌ای مانند: کشتی آزاد باید در زمینه‌هایی مانند رانندگی، علم کامپیوتر، مهارت‌های تکنیکی و تاکتیکی، اسلحه‌شناسی، مردم‌شناسی، حقوق مدنی، جرم‌شناسی و مبارزه با تبعیض‌ نژادی، آموزش ببیند.

## تاریخچه پلیس در ایران

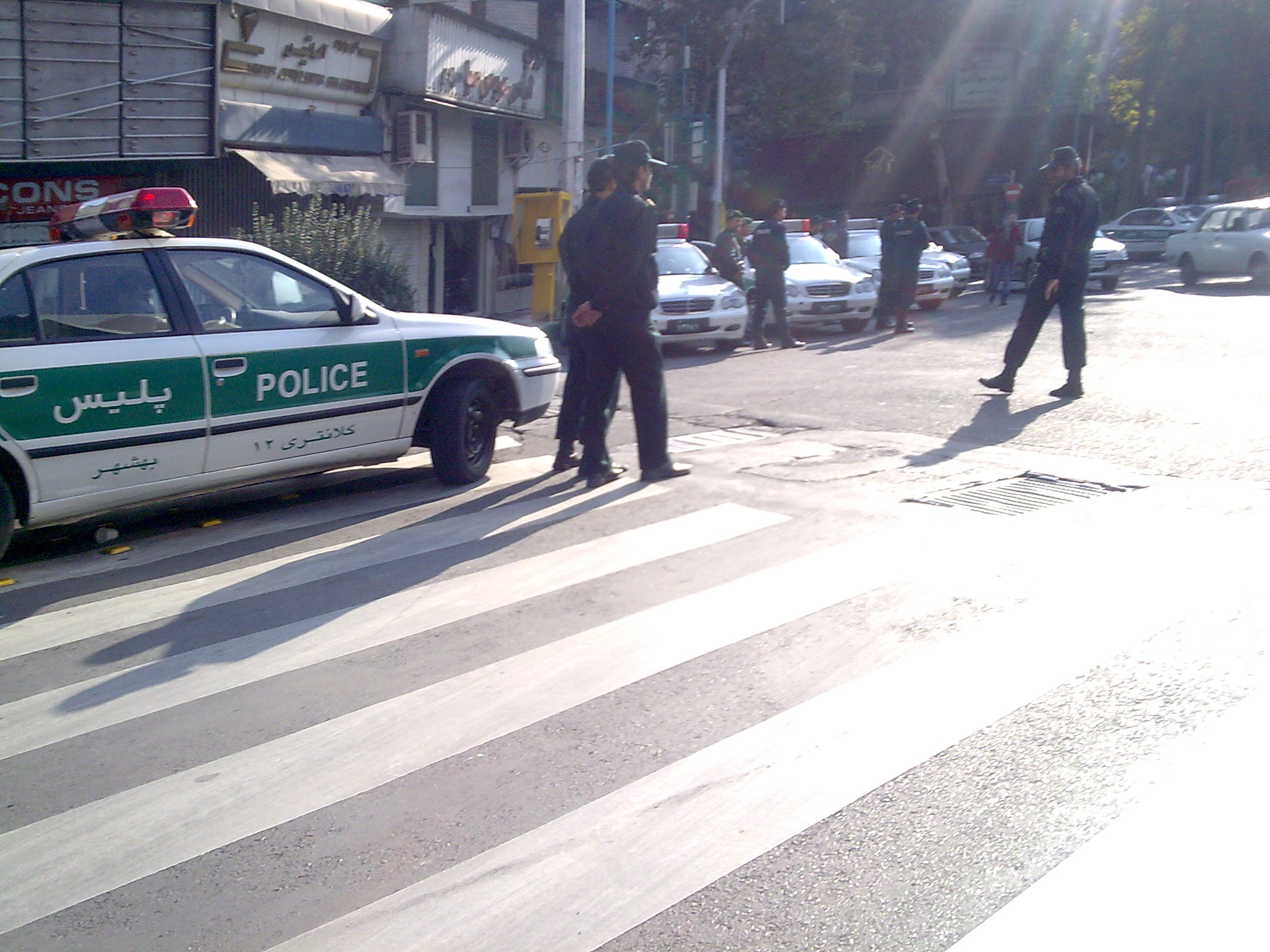
پلیس ایران

ایران در بیش از دو هزار سال قبل و در دوران سلسله هخامنشیان اولین بنیان‌گذار سیستم حکومتی گسترده امپراتوری می‌باشد. از آنجا که هر حکومتی نیازمند به نظم و امنیت می‌باشد در نتیجه کشور ایران انواع سیستم‌های ایجاد نظم و امنیت را در طی تاریخ مورد آزمایش قرار داده‌است.
اما پلیس نوین در ایران حدود ۱۴۰ سال پیش توسط ناصرالدین شاه که به اروپا سفر کرده بود آموخت و با استخدام کردن یک مستشار بلژیکی این سیستم نوین پاسبانی را پایه‌گذاری کرد.
پلیس ایران به دو قسمت ژاندارمری و شهربانی تقسیم می‌شد.
در ایران پلیس‌ها به چند دسته پلیس یونیفرم‌دار، پلیس بزرگراه، یگان ویژه، پلیس نظامی و پلیس مخفی تقسیم می‌شوند.

آرم پلیس ایران

## نام پلیس در زمان‌های مختلف تاریخ
- دوره اسلامی: محتسب، شرطه، شحنه، معاون، متوالیالشرطه، صاحب‌الجسر، امرالجسر (امرالجسرین)، درابون، عامله الشرطه، والی الحرب، عسس، عسش‌باشی، حاکم، حافظ، صاحب‌المدینه، صاحب‌اللیل، طواف‌اللیل، احداث
- دوره صفوی: دیوان بیگی داروغه، میرشب گزمه، شبگرد، پاکار، کشیکچیان دربندها، محتسب‌الممالک، کلانتر، اداره‌احداث
- دوره افشاریه: داروغه، کدخدا، سرهنگ، خلیفه، نواب، پاسبان
- دوره زندیه: داروغه، کلانتر، محتسب، نقیب، میرشب، گزمه
- دوره قاجار: نسقچی، فراشباشی، ده‌باشی، پنجاه‌باشی، یوزباشی، میرغضب (ماموراعدام)، گزمه، میرشب شبگرد، داروغه، کلانتر
- دوره پهلوی: پاسبان، ژاندارم، پلیس، آژان
- دوره جمهوری اسلامی ایران:کمیته انقلاب اسلامی، فرماندهی انتظامی (فراجا)، پلیس، ضابط قضایی

## واژه پاس‌وَر
پس از آنکه در ابتدای انقلاب ایران واژه‌ای برای جایگزینی «پلیس» پیدا نشد، در سال ۱۳۸۸ واژه پارسی «پاس‌ور» از سوی نیروی انتظامی ایران جایگزین واژه «پلیس» شد. واژه «پاس‌ور» در لغت‌نامه دهخدا به معنای پلیس است. بر همین اساس این واژه مرکب از «پاس» به معنی نگهبانی و «ور» از ریشه ورزیدن است. بااین‌حال هیچ‌گاه از این واژه به صورت رسمی و غیررسمی استفاده نشد و برخی علت عدم رواج آن را شباهت این واژه به «پاسور» می‌دانند.